# Montemaggiore al Metauro
Montemaggiore al Metauro (im lokalen Dialekt: Mónt Magiór) ist ein Ort und eine ehemalige italienische Gemeinde (comune) in der Provinz Pesaro und Urbino in den Marken. Montemaggiore al Metauro gehört zur Gemeinde Colli al Metauro.

## Geografie
Montemaggiore al Metauro liegt etwa 20 Kilometer südsüdöstlich von Pesaro und etwa 25,5 Kilometer östlich von Urbino am Metauro. Der Ort liegt auf einer Höhe von 197 m s.l.m.
Nachbargemeinden von Montemaggiore al Metauro waren Cartoceto, Mondavio, Orciano di Pesaro, Piagge, Saltara und Serrungarina.

## Geschichte
Die Gemeinde Montemaggiore al Metauro wurde am 1. Januar 2017 mit Serrungarina und Saltara zur neuen Gemeinde Colli al Metauro zusammengeschlossen, sie bestand aus den Fraktionen Fiordipiano, Sanliberio und Villanova. Die Gemeinde hatte 2893 Einwohner (Stand 31. Dezember 2015) auf einer Fläche von 13,04 km² und war Teil der Comunità montana del Metauro.
Schutzpatron ist Philipp Neri.